# Astydameia (Gattin des Akastos)
Astydameia (altgriechisch Ἀστυδάμεια Astydámeia) ist eine Figur der griechischen Mythologie.
Astydameia ist die Gattin des Königs Akastos von Iolkos. Laut Pindar, der sie allerdings Hippolyte nennt, ist sie eine Tochter des Kretheus. Sie verliebt sich in Peleus, der am Hof ihres Mannes zu Gast ist, um sich durch diesen von seiner nicht vorsätzlichen Tötung des Eurytion reinigen zu lassen. Sie schickt ihm eine Einladung, die Peleus nicht annimmt. Daraufhin sendet Astydameia einen Brief an Antigone, Ehefrau des Peleus, in dem sie behauptet, Peleus habe die Absicht, Sterope, die Tochter des Akastos, zu heiraten. Peleus’ Frau begeht deshalb Selbstmord. Außerdem erklärt Astydameia verleumderischerweise ihrem Gemahl Akastos gegenüber, dass Peleus sie zu verführen versucht habe. Akastos gerät daraufhin über seinen Gast in Zorn und nimmt ihn zur Jagd auf den Berg Pelion mit. Er versteckt das Schwert des Peleus, als dieser eingeschlafen ist, und lässt ihn in der Wildnis allein und schutzlos zurück. Peleus wird von Kentauren angegriffen, allerdings von Cheiron gerettet.
Später rächt sich Peleus, indem er gemeinsam mit Iason und den Dioskuren nach Iolkos zurückkehrt, Akastos und Astydameia tötet und Astydameias Leiche zerstückeln lässt. Dann führt er sein Heer über die Glieder ihres Leichnams hinweg in die Stadt.